# Breguet 19
Breguet 19 (Breguet XIX, Br.19 ili Bre.19) je bio laki bombarder i izviđački avion dugog doleta kojeg je dizajnirala francuska zrakoplovna tvrtka Breguet. Proizvodnja aviona počela je 1924. godine.

## Razvoj
Breguet 19 je bio zamišljen kao nasljednik uspješnog lakog bombardera iz Prvog svjetskog rata Burgueta 14. Avion su prvobitno trebala pokretati dva Bugatti motora s četverokrakim propelerom te je takav prototip prikazan na 7. Pariškom aeromitingu u studenom 1921. godine. Novi dizajn s konvencionalnim podvozjem (s repnom skijom) i jednim Renault 12Kb linijskim motorom od 336 kW (450 Ks) avion je dobio u ožujku 1922. godine. Zrakoplov je izrađen kao dvokrilac s manjim donjim krilom. Nakon uspješnih probnih letova avion je u rujnu 1923. naručilo Ratno zrakoplovstvo Francuske. 
Prvih 11 Breguet 19 pokretano je raznim vrstama motora. Burguet je bio poznat i po upotrebi duraluminija umjesto čelika i drveta u izradi aviona. 
U to vrijeme Br.19 je bio brži od drugih bombardera, pa čak i nekih lovačkih zrakoplova te je za njim širom svijeta vladao veliki interes. Masovna proizvodnja za Ratno zrakoplovstvo Francuske i izvoz započela je 1924. godine. 

## Dizajn
Breguet 19 bio je dvokrilac (s manjim donjim krilom), konvencionalnog podvozja (s repnom skijom). Trup zrakoplova, u presjeku ovalnog oblika, imao je okvire od duraluminijskih cijevi. Prednji dio je bio prekriven duraluminijskim pločama a repni dio s platnom. Krila su također imala platnenu oplatu. Dvočlana posada, pilot i promatrač-bombarder sjedili su jedan do drugoga u otvorenoj kabini s dvojnim komandama.
Na avion su ugrađivani razni, uglavnom vodom hlađen linijski 12-cilindrični motori: 
- Renault 12Kb (336 kW/450 KS), 12Kd (357 kW/480 KS) - V12
- Lorraine-Dietrich 12Db (298 kW/400 KS) - V12
- Lorraine-Dietrich 12Eb (336 kW/450 KS) - W12
- Hispano-Suiza 12Ha (336 kW/450 KS), 12Hb (373 kW/500 KS) - V12
- Farman 12W (373 kW/500 KS).
- Gnome-Rhône 9Ab Jupiter (313 kW/420 KS) (radijalni motor ugrađivan na u jugoslavenske zrakoplove)

Avion je mogao ponijeti 365 l goriva u spremnicima koji su se nalazili u njegovom trupu. Propeler je bio drveni. 
Naoružan je bio s nepokretnim 7,7 mm Vickers mitraljezom s uređajem koji usklađuje ispaljivanje metaka kroz propeler a s kojim je upravljao pilot. Promatrač je bio naoružan s dva 7,7 mm mitraljeza Lewis. 
Četvrta strojnica s kojom je također mogao pucati promatrač, vatra se usmjeravala kroz otvor u trupu prema dolje. Inačica bombarder mogla je nositi i do 472 kg bombi ovješenih ispod trupa zrakoplova dok je unutar vertikalnog spremišta stalo samo 50 kg manjih bombi. Inačica za izviđanje imala je ugrađene kamere i nosila je samo desetak kg bombi. Sve inačice su imale radio. 

## Inačice
Br.19.01 - prvi prototip Breguet 19 s prvim letom u ožujku 1922. godine.
Br.19.02 - zrakoplov izgrađen za zrakoplovstvo tadašnje Jugoslavije.
Br.19 A2 - izviđački avion s dva sjedala.
Br.19 B2 – laki bombarder dvokrilac s dva sjedala. Ove prve dvije inačice bile su najbrojnije i gotovo su identične. Ugrađivani su različiti motori a najpopularniji su bili linijski V12 Lorraine-Dietrich 12Db motor od 298 kW (400 Ks), Lorraine-Dietrich 12Eb W12 od 336 kW (450 ks), Renault 12K i neki modeli Hispano-Suiza motora.
Br.19 C2 teških lovac i Br.19 CN2noćni lovac – isti zrakoplov u različitim ulogama, bio je gotovo identičan B2 inačici (prema nekim izvorima dodatna je samo jedna strojnica). U ranim 1930-im, na nekim francuskim avionima promijenjeni su motori s Farman 12W.
Br.19 GR – posebna sportska inačica dugog doleta izrađena u Francuskoj 1925. godine. Bila je opremljena s velikim spremnikom goriva od 1.994 l. Slična modifikacija na avionu urađena je i u Belgiji. Četiri francuska Br.19 GR su u 1926. godini dodatno modificirana. Imali su spremnike od 2.920 l a pilotska kabina je bila neznatno pomaknuta unazad. I krilima je povećan raspon od 14,83m na 15,9 m. Ove sportske inačice koristile su jače motore od 373-447 kW (500-600 Ks).
Br 19 TR Bidon – inačica sagrađena 1927. godine s 3.735 l goriva u spremnicima integriranim u nešto veći aerodinamički profinjeniji trup. Uz dodatni spremnik goriva u krilu, ukupan kapacitet bio je 4.125 l. Pet aviona izradila je tvrtka Breguet a dva španjolska tvrtka CASA (neki izvori navode niže brojeve izrađenih zrakoplova i kapaciteta goriva).
Br 19 Super Bidon - posljednja i najnaprednija inačica dugog doleta izrađen 1929. godine. S 5.180 l goriva (kasnije 5.580 l), izmijenjenim trupom i razmakom krila povećanim na 18,3 m avion je bio namijenjen za prekooceanski let. Pokretao ga je Hispano-Suiza 12Lb motor od 447 kW (600 Ks) (kasnije povećana na 485 kW/650 Ks). Jedan model je izrađen u Francuskoj a drugi, s poklopcem na pilotskoj kabini, izrađen je 1933. godine u Španjolskoj.
Br.19ter - izviđačka inačica izrađena na iskustvima prethodnih aviona dugog doleta, razvijana tijekom 1928. godine za potrebe izvoza (nema pouzdanih informacija o korištenju ove inačice).
Br.19.7 - najpopularnija inačica razvijena u kasnim 1930-tim s Hispano-Suiza 12Nb motorom od 447 kW (600 ks) i maksimalnom brzinom od 242 km/h. Prvih pet inačica modificirano je u Francuskoj za Jugoslaviju, više njih je izrađivano u Jugoslaviji, a daljnjih 50 izrađeno je u Francuskoj za izvoz u Tursku.
Br.19.8 – 48 konstrukcija Br.19.7 s Wright Cyclone GR-1820-F-56 radijalnim motorom od 582 kW (780 Ks) kompletirana su u Jugoslaviji. Maksimalna brzina ove inačice bila je 279 km/h.
Br.19.9 - jedan prototip razvijan u Jugoslaviji s Hispano-Suiza 12Ybrs motorom od 641 kW (860 Ks).
Br.19.10 - jedan prototip razvijan u Jugoslaviji s Lorraine-Dietrich 12Hfrs Petrel motorom od 536 kW (720 Ks).
Br.19 hidro – inačica s ugrađenim plovcima. Vjerojatno je u Francuskoj izrađen samo jedan prototip (neki izvori tvrde kako je jedan izrađen i za Japan).
Razvijane su i neke civilne inačice ovog zrakoplova:
Br.19T - putnički zrakoplov s debljim trupom i šest sjedala;
i daljnje putničke inačice s potpuno redizajniranim trupom aviona: 
Br.26T (1926.)
Br.280T
Br.281T
Br.284T
U Francuskoj je ukupno izrađeno više od 2.000 Bregueta 19 a oko 700 ih je prema licenci izrađivano u španjolskom CASA, belgijskom SABCA i u jugoslavenskoj tvornici u Kraljevu. 

## Tehničke karakteristike (Br 19 A.2)
Osnovne karakteristike
- posada: 2
- dužina: 9,61 m
- raspon krila: 14,83 m
- površina krila: 50 m2
- visina: 3,69 m

Letne karakteristike
- najveća brzina: 214 km/h
- dolet: 800 km
- najveća visina leta: 7.200 m
- motor: propelerni, Lorraine 12Ed